# Khentiy
Khentiy ou Hentiy (Хэнтий, em mongol) é uma província da Mongólia. Sua capital é Öndörhaan.